# The Pale Emperor (album)
The Emperor Pale este al nouălea album de studio al trupei de rock american Marilyn Manson . A fost lansat pe 15 ianuarie 2015, prin intermediul  Marilyn Manson 's Hell etc., și distribuit în Statele Unite de Loma Vista Recordings și internațional de Cooking Vinyl . Albumul a fost lansat în ediții standard și de lux pe CD și vinil dublu LP, și ca un set de cutii de ediție limitată. Versiunea standard a albumului conține zece piese; ediția de lux include trei versiuni acustice ca piese bonus. 
Albumul a fost lansat cu recenzii pozitive din partea criticilor muzicali . Mai mulți critici au afirmat acesta ca fiind cel mai bun album al trupei în peste un deceniu, iar mai multe publicații l-au clasat drept unul dintre cele mai bune albume din 2015. A fost de asemenea un succes comercial, debutând pe pozitia opt in Billboard 200, cu cele mai mari vânzări in săptămâna lansarii ale trupei de la Eat Me, Drink Me (2007). A fost în top Billboard Hard Rock Albums, precum și in topul albumelor naționale din Elveția, și a ajuns în top 10 în alte 15 țări. 

## Lista de piese
Toate versurile sunt scrise de Marilyn Manson, Toate melodiile sunt compuse de Tyler Bates.
| Nr.             | Titlu                                                             | Lungime |  |
| 1.              | „Killing Strangers”                                               | 5:36    |  |
| 2.              | „Deep Six”                                                        | 5:02    |  |
| 3.              | „Third Day of a Seven Day Binge”                                  | 4:26    |  |
| 4.              | „The Mephistopheles of Los Angeles”                               | 4:57    |  |
| 5.              | „Warship My Wreck”                                                | 5:57    |  |
| 6.              | „Slave Only Dreams to Be King”                                    | 5:20    |  |
| 7.              | „The Devil Beneath My Feet”                                       | 4:16    |  |
| 8.              | „Birds of Hell Awaiting”                                          | 5:05    |  |
| 9.              | „Cupid Carries a Gun”                                             | 4:59    |  |
| 10.             | „Odds of Even” (deluxe edition adds 1:30 of silence to the track) | 6:22    |  |
| Lungime totală: | Lungime totală:                                                   | 52:00   |  |

| Deluxe edition  |                                                                                    |         |  |
| Nr.             | Titlu                                                                              | Lungime |  |
| 11.             | „Day 3” (Acoustic version of "Third Day of a Seven Day Binge")                     | 4:11    |  |
| 12.             | „Fated, Faithful, Fatal” (Acoustic version of "The Mephistopheles of Los Angeles") | 4:41    |  |
| 13.             | „Fall of the House of Death” (Acoustic version of "Odds of Even")                  | 4:30    |  |
| Lungime totală: | Lungime totală:                                                                    | 65:22   |  |

| Japanese Tour edition bonus DVD |                                     |         |  |
| Nr.                             | Titlu                               | Lungime |  |
| 1.                              | „Deep Six” (music video)            | 4:10    |  |
| 2.                              | „The Mephistopheles of Los Angeles” | 5:03    |  |

Brannon Braga a regizat videoclipul piesei "Cupid Carries a Gun".